# Municipio de Tlacolulan
El municipio de Tlacolulan se encuentra ubicado en la zona centro montañosa del Estado de Veracruz en la región de la capital, es uno de los 212 municipios de esta entidad federativa mexicana. Su cabecera es la localidad de Tlacolulan.
El municipio lo conforman 36 localidades en las cuales habitan 9.420 personas, es un municipio categorizado como semiurbano.
Tlacolulan tiene un clima principalmente templado y húmedo, con abundantes lluvias en verano y principios de otoño y algunas más en invierno.

## Límites
- Norte: Altotonga y Tenochtitlán
- Sur: Acajete y Rafael Lucio
- Este: Coacoatzintla, Jilotepec y Tonayán
- Oeste: Tatatila

## Historia
Tlacolulan (del nahuatl tlacuilo, pintor, escritor  y el locativo lan; "lugar de los escribanos") fue cabecera de un antiguo altepetl prehispánico, donde -según el historiador Melgarejo Vivanco- se encontraba el Hueycalic, la sede regional de poder (huey, grande, calli, casa, co, locativo, "donde se encuentra la casa principal"). En 1957, el arqueólogo Alfonso Medellín Zenil rescató algunas piezas prehispánicas en este municipio, que hoy se resguardan en el Museo de Antropología de Xalapa. Entre estas piezas destaca una hermosa escultura (del tipo llamado "palma" por los arqueólogos) que muestra dos manos talladas en fino relieve y con impresionante realismo. Hacia 1993, la Facultad de Antropología de la Universidad Veracruzana realizó exploraciones dirigidas por el arqueólogo Sergio Vásquez Zárate, para registrar los antiguos asentamientos totonacas de Tlacolulan Viejo, Huichila, Atalpa, El Sabino, Cerro Montiel y Cerro México. Después de la conquista española, la población fue congregada en el pequeño valle donde está la cabecera municipal, quedando abandonadas las aldeas primigenias de la serranía y sus numerosas terrazas de cultivo.
Durante la colonia, su posición estratégica entre la cuenca del río Actopan y el valle de Perote mantuvo su desarrollo comercial, gracias a la explotación de maderas, a la venta de cal para la construcción y al intercambio de productos agrícolas.
A finales del siglo XVIII, el antiguo señorío sufrió algunas escisiones, entre las cuales destaca la separación de Tatatila.
En el siglo XIX, la población de Tlacolulan tuvo una destacada participación en la lucha contra las tropas de la intervención francesa.
Durante los tiempos de la revolución mexicana, Tlacolulan padeció las incursiones de distintos bandos. Además. las nuevas rutas ferroviarias y carreteras marginaron la actividad comercial de esta antigua población, que paulatinamente perdió su carácter prominente en la política y la economía regional.

## Fiestas y tradiciones
En Tlacolulan se tradicionales fiestas de la salutación del año nuevo, el 2 de febrero celebran a la Virgen de la Candelaria, y celebran a la patrona del pueblo los días 8 y 9 de septiembre a la Natividad de María Santísima y el 8 de diciembre a la Inmaculada Concepción.